# Частный детектив Магнум (2018, сезон 5)
Пятый и финальный сезон американского детективного телесериала «Частный детектив Магнум» премьера которого состоялась 19 февраля 2023 года на американском телеканале NBC, заключительная серия сезона вышла 3 января 2024 года. Финальный сезон состоит из двадцати серий.

## Сюжет
Офицер Томас Магнум возвращается из Афганистана домой на Гавайи. Он заселяется в роскошный особняк, где работает консультантом по безопасности, а в свободное время занимается тем, что ему на самом деле интересно — частными расследованиями. В деле ему помогают мажордом особняка и в прошлом агент МИ-6 Джульет Хиггинс и братья по оружию — пилот вертолета Теодор Кэлвин и морской пехотинец Орвилл Райт, обладающий самыми разными связями по всему острову Оахо.

## В ролях

### Основной состав
- Джей Эрнандес - Томас Магнум
- Пердита Уикс - Джульет Хиггинс
- Захари Найтон - Орвилл «Рик» Райт
- Стивен Хилл - Теодор «Ти Кей» Келвин
- Тим Кан - детектив Гордон Катсумото
- Эми Хилл - Теуила Куму Туилета

## Эпизоды
| № общий | № в сезоне | Название                                                               | Режиссёр       | Автор сценария  | Дата премьеры   | Произв. код | Зрители в США (млн) |
| --- | ---------- | ---------------------------------------------------------------------- | -------------- | --------------- | --------------- | ----------- | ------------------- |
| 77 | 1          | «Пассажир» «The Passenger»                                             | Брайан Спайсер | Эрик Гуггенхейм | 19 февраля 2023 | MPI501      | 3.87                |
| Магнум и Хиггинс взвешивают риски продолжения отношений. Рик совмещает роль новоиспеченного отца и управление "Ла Марианой". Катсумото пытается обдумать свой следующий шаг.                                           |            |                                                                        |                |                 |                 |             |                     |
| 78 | 2          | «Переломный момент» «The Breaking Point»                               | Брайан Спайсер | Джин Хонг       | 19 февраля 2023 | MPI502      | 3.30                |
| Магнум и Хиггинс работают под прикрытием в качестве спасателей, чтобы раскрыть убийство. Джин Чжон выигрывает аукцион складских помещений и заручается помощью Рика и Тики, которые находят украденную военную медаль. |            |                                                                        |                |                 |                 |             |                     |
| 79 | 3          | «Номер один с пулей» «Number One With a Bullet»                        | Эгиль Эгилссон | Неизвестно      | 26 февраля 2023 | MPI503      | 3.70                |
| Кацумото устраивается на работу охранником к лидирующей в чартах звезде K-pop. Хиггинс и Рик оказываются в опасности, пытаясь помочь другу Рика.Магнум питает подозрения относительно смерти капитана Грина.           |            |                                                                        |                |                 |                 |             |                     |
| 80 | 4          | «На работе небезопасно» «NSFW»                                         | Эгиль Эгилссон | Неизвестно      | 5 марта 2023    | MPI504      | 3.56                |
| Магнум и Хиггинс разыскивают генерального директора, который таинственно исчез. Рик готовится к визиту своей младшей сестры-сорванца Рути.                                                                             |            |                                                                        |                |                 |                 |             |                     |
| 81 | 5          | «Добро пожаловать в рай, теперь умри!» «Welcome to Paradise, Now Die!» | Неизвестно     | Неизвестно      | 12 марта 2023   | MPI505      | 3.29                |
| 82 | 6          | «Точная копия» «Dead Ringer»                                           | Неизвестно     | Неизвестно      | 19 марта 2023   | MPI506      | 3.07                |
| 83 | 7          | «Первородство» «Birthright»                                            | Неизвестно     | Неизвестно      | 26 марта 2023   | MPI507      | 2.73                |
| 84 | 8          | «Темные небеса» «Dark Skies»                                           | Неизвестно     | Неизвестно      | 2 апреля 2023   | MPI508      | 3.59                |
| 85 | 9          | «С глаз долой, из сердца вон» «Out of Sight, Out of Mind»              | Неизвестно     | Неизвестно      | 16 апреля 2023  | MPI509      | 3.29                |
| 86 | 10         | «Чарли Фокстрот» «Charlie Foxtrot»                                     | Неизвестно     | Неизвестно      | 23 апреля 2023  | MPI510      | 3.12                |